# Evangelische Kirche (Oberaltertheim)

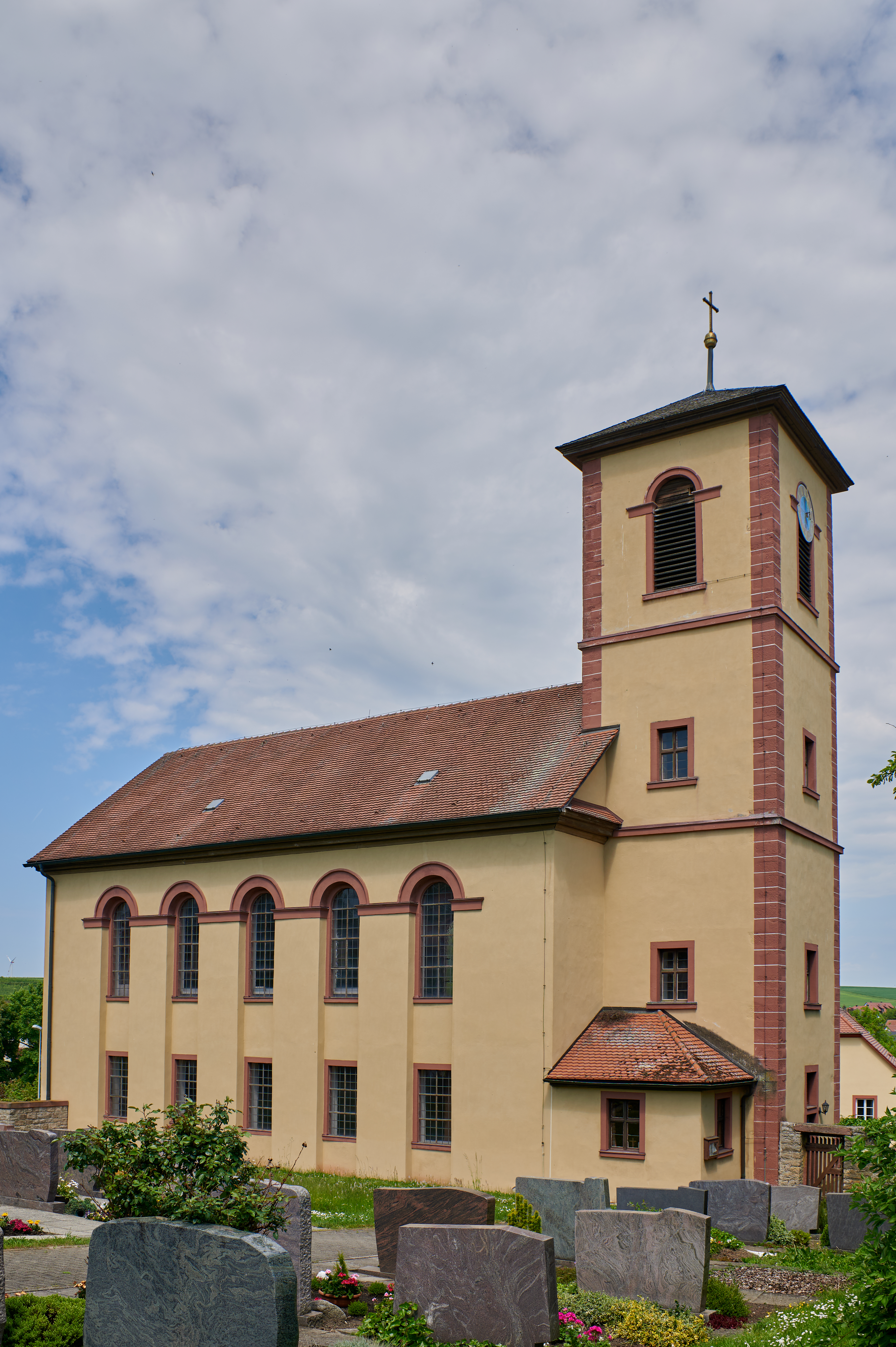
Evangelische Kirche (Oberaltertheim)

Die denkmalgeschützte, evangelische Pfarrkirche steht in Oberaltertheim, einem Gemeindeteil der Gemeinde Altertheim im Landkreis Würzburg (Unterfranken, Bayern). Die Pfarrkirche ist unter der Denkmalnummer D-6-79-165-3 als Baudenkmal in der Bayerischen Denkmalliste eingetragen. Die Kirche gehört zur Pfarrei Altertheim im Dekanat Würzburg im Kirchenkreis Ansbach-Würzburg der Evangelisch-Lutherischen Kirche in Bayern.

## Beschreibung
Die klassizistische Saalkirche wurde 1828 anstelle des Vorgängerbaus erbaut, der beim Dorfbrand 1825 ein Opfer der Flammen wurde. Am Langhaus aus fünf Jochen, das mit einem Satteldach bedeckt ist, steht im Osten ein mit einem flachen Pyramidendach bedeckter Chorturm, dessen oberstes Geschoss die Turmuhr und den Glockenstuhl für zwei Kirchenglocken beherbergt, und an dessen Südseite die Sakristei angebaut ist. Die Orgel wurde 1883 von G. F. Steinmeyer & Co. gebaut.